# لوك غوثير
لوك غوثير هو لاعب هوكي الجليد كندي، ولد في 19 أبريل 1964 في لونغوي في كندا.

## وصلات خارجية
- لوك غوثير على موقع دوري الهوكي الوطني (الإنجليزية)
- لوك غوثير على موقع EliteProspects.com (الإنجليزية)
- لوك غوثير على موقع HockeyDB.com (الإنجليزية)
- لوك غوثير على موقع Hockey-Reference.com (الإنجليزية)